# Partecipanti al Giro di Polonia 2013
Qui di seguito viene riportato l'elenco dei partecipanti al Giro di Polonia 2013.
Sono 138 i ciclisti al via da Rovereto, in rappresentanza di 23 squadre.

## Corridori per squadra
Nota: R ritirato, NP non partito, FT fuori tempo
| Astana Pro Team         | Astana Pro Team         | Astana Pro Team         | Omega Pharma-Quickstep | Omega Pharma-Quickstep | Omega Pharma-Quickstep | Lampre-Merida               | Lampre-Merida               | Lampre-Merida               |
| ----------------------- | ----------------------- | ----------------------- | ---------------------- | ---------------------- | ---------------------- | --------------------------- | --------------------------- | --------------------------- |
| 1                       | Vincenzo Nibali         | 53º                     | 11                     | Gianluca Brambilla     | 32º                    | 21                          | Winner Anacona              | 79º                         |
| 2                       | Valerio Agnoli          | 105º                    | 12                     | Kevin De Weert         | 40º                    | 22                          | Przemysław Niemiec          | 67º                         |
| 3                       | Aleksandr D'jačenko     | NP 7ª                   | 13                     | Michał Gołaś           | 35º                    | 23                          | Michele Scarponi            | 45º                         |
| 4                       | Tanel Kangert           | 9º                      | 14                     | Serge Pauwels          | R 5ª                   | 24                          | José Serpa                  | 26º                         |
| 5                       | Paolo Tiralongo         | 43º                     | 15                     | Zdeněk Štybar          | 24º                    | 25                          | Simone Stortoni             | R 6ª                        |
| 6                       | Alessandro Vanotti      | R 5ª                    | 16                     | Kristof Vandewalle     | 31º                    | 26                          | Diego Ulissi                | 29º                         |
| Sky Procycling          | Sky Procycling          | Sky Procycling          | BMC Racing Team        | BMC Racing Team        | BMC Racing Team        | Team Saxo Bank-Tinkoff Bank | Team Saxo Bank-Tinkoff Bank | Team Saxo Bank-Tinkoff Bank |
| 31                      | Sergio Henao            | 5º                      | 41                     | Mathias Frank          | 46º                    | 51                          | Bruno Pires                 | R 6ª                        |
| 32                      | Danny Pate              | 96º                     | 42                     | Thor Hushovd           | 89º                    | 52                          | Chris Anker Sørensen        | 10º                         |
| 33                      | Luke Rowe               |                         | 43                     | Dominik Nerz           | 13º                    | 53                          | Nicki Sørensen              | R 6ª                        |
| 34                      | Ben Swift               | R 6ª                    | 44                     | Taylor Phinney         | 101º                   | 54                          | Oliver Zaugg                | 33º                         |
| 35                      | Rigoberto Urán          | 47º                     | 45                     | Marco Pinotti          | 87º                    | 55                          | Rafał Majka                 | 4º                          |
| 36                      | Bradley Wiggins         | 48º                     | 46                     | Ivan Santaromita       | 14º                    | 56                          | Timothy Duggan              | 92º                         |
| Cannondale Pro Cycling  | Cannondale Pro Cycling  | Cannondale Pro Cycling  | Katusha Team           | Katusha Team           | Katusha Team           | RadioShack-Leopard          | RadioShack-Leopard          | RadioShack-Leopard          |
| 61                      | Ivan Basso              | 8º                      | 71                     | Maksim Bel'kov         | R 6ª                   | 81                          | Fabian Cancellara           | 68º                         |
| 62                      | Maciej Paterski         | 34º                     | 72                     | Sergej Černeckij       | 18º                    | 82                          | Ben Hermans                 | 12º                         |
| 63                      | Daniele Ratto           | 54º                     | 73                     | Vladimir Gusev         | 19º                    | 83                          | Robert Kišerlovski          | 11º                         |
| 64                      | Cristiano Salerno       | 57º                     | 74                     | Pëtr Ignatenko         | 56º                    | 84                          | Jaroslav Popovyč            | 71º                         |
| 65                      | Cayetano Sarmiento      | 22º                     | 75                     | Ángel Vicioso          | R 6ª                   | 85                          | Thomas Rohregger            | NP 7ª                       |
| 66                      | Cameron Wurf            | 23º                     | 76                     | Simon Špilak           | R 6ª                   | 86                          | Jesse Sergent               | 91º                         |
| Belkin Pro Cycling Team | Belkin Pro Cycling Team | Belkin Pro Cycling Team | Garmin-Sharp           | Garmin-Sharp           | Garmin-Sharp           | Movistar Team               | Movistar Team               | Movistar Team               |
| 91                      | Stef Clement            | 95º                     | 101                    | Thomas Dekker          | 51º                    | 111                         | Eros Capecchi               | 6º                          |
| 92                      | Steven Kruijswijk       | NP 7ª                   | 102                    | Nathan Haas            | R 6ª                   | 112                         | Ángel Madrazo               | 42º                         |
| 93                      | Mark Renshaw            | R 6ª                    | 103                    | Alex Howes             | 15º                    | 113                         | Javier Moreno               | NP 7ª                       |
| 94                      | Luis León Sánchez       | 25º                     | 104                    | Jacob Rathe            | 103º                   | 114                         | Sylwester Szmyd             | 90º                         |
| 95                      | David Tanner            | 80º                     | 105                    | Johan Vansummeren      | 60º                    | 115                         | Francisco Ventoso           | R 6ª                        |
| 96                      | Robert Wagner           | 100º                    | 106                    | Steele Von Hoff        | 108º                   | 116                         | Giovanni Visconti           | 61º                         |
| Euskaltel-Euskadi       | Euskaltel-Euskadi       | Euskaltel-Euskadi       | Orica-GreenEDGE        | Orica-GreenEDGE        | Orica-GreenEDGE        | Argos-Shimano               | Argos-Shimano               | Argos-Shimano               |
| 121                     | Garikoitz Bravo         | 63º                     | 131                    | Jens Mouris            | R 5ª                   | 141                         | Warren Barguil              | 17º                         |
| 122                     | Jon Izagirre            | 2º                      | 132                    | Mitchell Docker        | 88º                    | 142                         | Reinardt Janse van Rensburg | 93                          |
| 123                     | Ricardo Mestre          | 74º                     | 133                    | Luke Durbridge         | R 2ª                   | 143                         | Cheng Ji                    | 109                         |
| 124                     | Miguel Mínguez          | 49º                     | 134                    | Leigh Howard           | 98º                    | 144                         | Luka Mezgec                 | 95º                         |
| 125                     | Adrián Sáez             | 52º                     | 135                    | Aidis Kruopis          | R 6ª                   | 145                         | Tom Peterson                | 36º                         |
| 126                     | Robert Vrečer           | R 6ª                    | 136                    | Pieter Weening         | 1º                     | 146                         | Georg Preidler              | 28º                         |
| Vacansoleil-DCM         | Vacansoleil-DCM         | Vacansoleil-DCM         | Lotto-Belisol Team     | Lotto-Belisol Team     | Lotto-Belisol Team     | AG2R La Mondiale            | AG2R La Mondiale            | AG2R La Mondiale            |
| 151                     | Tomasz Marczyński       | 39º                     | 161                    | Dirk Bellemakers       | 78º                    | 171                         | Gediminas Bagdonas          | 102º                        |
| 152                     | Grega Bole              | 59º                     | 162                    | Francis De Greef       | 27º                    | 172                         | Manuel Belletti             | NP 2ª                       |
| 153                     | Maurits Lammertink      | 70º                     | 163                    | Vicente Reynés         | 73º                    | 173                         | Jaŭhen Hutarovič            | 106º                        |
| 154                     | Bert-Jan Lindeman       | 72º                     | 164                    | Tosh Van der Sande     | 84º                    | 174                         | Matteo Montaguti            | 37º                         |
| 155                     | Mirko Selvaggi          | R 6ª                    | 165                    | Dennis Vanendert       | R 6ª                   | 175                         | Domenico Pozzovivo          | 7º                          |
| 156                     | Rafael Valls            | R 6ª                    | 166                    | Jelle Vanendert        | 64º                    | 176                         | Christophe Riblon           | 3º                          |
| FDJ.fr                  | FDJ.fr                  | FDJ.fr                  | Team NetApp-Endura     | Team NetApp-Endura     | Team NetApp-Endura     | Colombia                    | Colombia                    | Colombia                    |
| 181                     | Sandy Casar             | 50º                     | 191                    | Cesare Benedetti       | 86º                    | 201                         | Darwin Atapuma              | 20º                         |
| 182                     | Kenny Elissonde         | 16º                     | 192                    | Bartosz Huzarski       | 66º                    | 202                         | Fabio Duarte                | R 6ª                        |
| 183                     | Matthieu Ladagnous      | 62º                     | 193                    | Leopold König          | 38º                    | 203                         | Leonardo Duque              | 97º                         |
| 184                     | Arnaud Courteille       | 77º                     | 194                    | Andreas Schillinger    | 81º                    | 204                         | Robinson Chalapud           | 99º                         |
| 185                     | Cédric Pineau           | 82º                     | 195                    | Daniel Schorn          | 76º                    | 205                         | Carlos Quintero             | R 5ª                        |
| 186                     | Jussi Veikkanen         | 58º                     | 196                    | Paul Voss              | 30º                    | 206                         | Jeffrey Romero              | 44                          |
| CCC Polsat Polkowice    | CCC Polsat Polkowice    | CCC Polsat Polkowice    | Polonia                | Polonia                | Polonia                |                             |                             |                             |
| 211                     | Davide Rebellin         | 21º                     | 221                    | Łukasz Bodnar          | 104º                   |                             |                             |                             |
| 212                     | Jacek Morajko           | R 6ª                    | 222                    | Paweł Cieślik          | 65º                    |                             |                             |                             |
| 213                     | Nikolaj Mihajlov        | 75º                     | 223                    | Karol Domagalski       | 69º                    |                             |                             |                             |
| 214                     | Bartłomiej Matysiak     | 94º                     | 224                    | Kamil Gradek           | 83º                    |                             |                             |                             |
| 215                     | Mateusz Taciak          | 41º                     | 225                    | Adam Stachowiak        | R 2ª                   |                             |                             |                             |
| 216                     | Adrian Honkisz          | 55º                     | 226                    | Paweł Franczak         | 107º                   |                             |                             |                             |